# Frigga (zoologia)
Frigga C.L. Koch, 1850 è un genere di ragni appartenente alla famiglia Salticidae.

## Etimologia
Il nome del genere deriva da Frigg, divinità della mitologia norrena, sposa di Odino, è considerata la più saggia fra le dee.

## Distribuzione
Le 10 specie note di questo genere sono diffuse soprattutto in America meridionale, in particolare in Brasile e nella Guyana; solo la specie Frigga pratensis è presente anche in America centrale, la Frigga flava è endemica del Guatemala e Frigga crocuta è stata rinvenuta in Australia e nelle Isole Galapagos.

## Tassonomia
Questi ragni sono stati elevati al rango di genere da Euophrys C. L. Koch, 1834, di cui erano un sottogenere fino ad uno studio dell'aracnologa Galiano del 1979.
A maggio 2010, si compone di 10 specie:
- Frigga coronigera (C.L. Koch, 1846)[2] — Brasile
- Frigga crocuta (Taczanowski, 1878) — Perù, Ecuador, Isole Galapagos, Isole Marchesi, Queensland
- Frigga finitima Galiano, 1979 — Bolivia, Argentina
- Frigga flava (F. O. P.-Cambridge, 1901) — Guatemala
- Frigga kessleri (Taczanowski, 1872) — Brasile, Guyana, Guiana francese
- Frigga opulenta Galiano, 1979 — Ecuador, Perù
- Frigga pratensis (Peckham & Peckham, 1885) — dal Messico alla Colombia
- Frigga quintensis (Tullgren, 1905) — Argentina, Brasile
- Frigga rufa (Caporiacco, 1947) — Guyana, Brasile
- Frigga simoni (Berland, 1913) — Ecuador